# Murder, My Sweet
Murder, My Sweet is een film noir uit 1944, geregisseerd door Edward Dmytryk, met Dick Powell, Claire Trevor en Anne Shirley in de hoofdrollen. De film is gebaseerd op de roman "Farewell, My Lovely" (1940) van Raymond Chandler, wat in de Verenigde Staten ook de titel was waaronder de film oorspronkelijk uitkwam.

## Verhaal
Detective Philip Marlowe (Dick Powell) is ingehuurd door de kolossale Moose Malloy (Mike Mazurki) die na zijn ontslag uit de gevangenis zijn oude vriendin Velma wil laten opsporen. Elk spoor dat Marlowe volgt, leidt echter naar meer bedrog, leugens en problemen, en daarin speelt femme fatale Velma Valento (Claire Trevor) een grote rol.

## Rolverdeling
| Acteur          | Personage                  |
| --------------- | -------------------------- |
| Dick Powell     | Philip Marlowe             |
| Claire Trevor   | Helen Grayle/Velma Valento |
| Anne Shirley    | Ann Grayle                 |
| Otto Kruger     | Jules Amthor               |
| Mike Mazurki    | Moose Malloy               |
| Miles Mander    | Mr. Grayle                 |
| Donald Douglas  | inspecteur Lt. Randall     |
| Ralf Harolde    | Dr. Sonderborg             |
| Esther Howard   | Jessie Florian             |
| Ernie Adams     | barman van "Florian's"     |
| George Anderson | detective                  |
| Jack Carr       | Dr. Sonderborgs assistent  |
| Ralph Dunn      | detective                  |